# Centaur Discs Ltd.
Centaur Discs Ltd. was een Schots platenlabel dat compact discs uitgaf tussen 1992 en 2005.
Het label werd gevoerd door het groothandel/postorderbedrijf Compact Disc Service vanuit Dundee. De toenmalige leiding van het bedrijf, Shoestring en Garibaldi, was liefhebber van elektronische muziek en progressieve rock. Echter in de eind eindjaren tachtig en beginjaren negentig waren dat de muziekstromingen die het moeilijk hadden om hun hoofd boven water te houden. Om toch uitgaven te krijgen van beginnende bands kwamen labels als Centaur Disc Ltd. en Cyclops Records met uitgaven waarvan slechts een kleine oplage werd gemaakt. De artiesten bleven vrijwel alleen bekend in (relatief) kleine kring, Radio Massacre International werd gezien als de opvolger van Tangerine Dream. Het bleek echter dat die band geen opvolger nodig had; ze waren in 2023 nog steeds actief.
De catalogus begon met uitgaven van albums van Pallas, dat toen net aan de kant was gezet door de EMI Group. Na 2005 waren er geen uitgaven meer.
| Volgnummer | Artiest                      | Titel                     |
| ---------- | ---------------------------- | ------------------------- |
| CENCD001   | Pallas                       | The sentinel              |
| CENCD002   | Pallas                       | Knightmove to wedge       |
| CENCD003   | Chuck van Zyl                | Celestial mechanics       |
| CENCD004   | Psyborg Project              | Replicant                 |
| CENCD005   | Mark Shreeve                 | Assassin                  |
| CENCD006   | Mark Shreeve                 | Legion                    |
| CENCD007   | Mark Shreeve                 | Crash head                |
| CENCD008   | Andy Pickford                | Terraformer               |
| CENCD009   | Lynne                        | Dreamstate                |
| CENCD010   | Andy Pickford                | Maelstrom                 |
| CENCD011   | Aurora Project               | The balance of risk       |
| CENCD012   | Radio Massacre International | Frozen north              |
| CENCD013   | Chuck van Zyl                | The relic                 |
| CENCD014   | Andy Pickford                | Distopia                  |
| CENCD015   | Gracious!                    | Echo                      |
| CENCD016   | ?                            |                           |
| CENCD017   | Nick Magnus                  | Inhaling green            |
| CENCD018   | Radio Massacre International | Republic                  |
| CENCD019   | Paul Lawler                  | Bronx age                 |
| CENCD020   | Nostromo                     | Not such thing as silence |
| CENCD021   | Radio Massacre International | Knutsford in May          |
| CENCD022   | Radio Massacre International | Organ harvest             |
| CENCD023   | O-Head                       | Silent universe           |
| CENCD024   | Nostromo                     | Mariner                   |
| CENCD025   | Radio Massacre International | Borrowed atoms            |
| CENCD026   | Radio Massacre International | Upstairs downstairs       |
| CENCD027   | Radio Massacre International | Zabriskie Point           |
| CENCD028   | Radio Massacre International | The god of electricity    |
| CENCD029   | Alan Davey                   | The final call            |
| CENCD030   | Andy Pickford                | Lughnasad                 |
| CENCD031   | O-Head                       | Step across the cortex    |